# Керкеида
Керкеида (грч. Κερκηίς, што би у слободном преводу значило „она која тка“) је у грчкој митологији била нимфа.

## Митологија
Хесиод је у теогонији наводи као једну од Океанида, складно грађену (буквално преведено: „лепе форме, лепог облика“), која је била једна од старијих и са својим сестрама задужена за чување деце коју би им поверио Зевс, заједно са Аполоном и речним боговима.